# Viade de Baixo e Fervidelas
Viade de Baixo e Fervidelas (oficialmente: União das Freguesias de Viade de Baixo e Fervidelas) é uma freguesia portuguesa do município de Montalegre, com 48,31 km² de área e 695 habitantes (censo de 2021). A sua densidade populacional é 14,4 hab./km².

## História
Foi criada aquando da reorganização administrativa de 2012/2013,  resultando da agregação das antigas freguesias de Viade de Baixo e Fervidelas.

## Demografia
A população registada nos censos foi:
| Distribuição da População por Grupos Etários | Distribuição da População por Grupos Etários | Distribuição da População por Grupos Etários | Distribuição da População por Grupos Etários | Distribuição da População por Grupos Etários | Distribuição da População por Grupos Etários |
| -------------------------------------------- | -------------------------------------------- | -------------------------------------------- | -------------------------------------------- | -------------------------------------------- | -------------------------------------------- |
| Antes da agregação                           |                                              |                                              |                                              |                                              |                                              |
| Ano                                          | 0-14 anos                                    | 15-24 anos                                   | 25-64 anos                                   | >= 65 anos                                   | Total                                        |
| 2001                                         | 129                                          | 120                                          | 401                                          | 247                                          | 897                                          |
| 2011                                         | 90                                           | 67                                           | 372                                          | 233                                          | 762                                          |
| Após a agregação                             |                                              |                                              |                                              |                                              |                                              |
| Ano                                          | 0-14 anos                                    | 15-24 anos                                   | 25-64 anos                                   | >= 65 anos                                   | Total                                        |
| 2021                                         | 45                                           | 59                                           | 336                                          | 255                                          | 695                                          |

## Localidades
No território desta freguesia situam-se 12 aldeias:
- Antigo
- Brandim
- Castelo
- Fervidelas
- Friães
- Lama da Missa
- Lamas
- Parafita
- Pisões
- Telhado
- Viade de Baixo
- Viade de Cima